# Nina Kraft
Nina Kraft (Braunschweig, 31 december 1968 - 17 augustus 2020) was een  Duitse professionele triatlete. 
Kraft werd voor één jaar geschorst door de Duitse Triatlon Federatie, nadat ze betrapt werd op het gebruik van epo. Die schorsing eindigde op 12 december 2005. Door het private  WTC werd Kraft geschorst voor alle Ironman-wedstrijden tot 16 oktober 2006.
Voor ze professioneel sportster werd, was ze een ontwerpster. 

## Statistieken
- Ironman-record: 8:58.43

## Palmares

### triatlon
- 1999:  Ironman Europe in Roth
- 2001:  Ironman Europe in Roth